# Měrné palivo
Měrné palivo je teoretické ideální palivo o výhřevnosti 29,31 MJ/kg (výhřevnost čistého uhlíku). Je základem jednotky tuna měrného paliva, používané pro jednotné vyjádření energie, obsažené v palivech různé kvality. 
Skutečnou výhřevnost reálných paliv lze vyjádřit koeficientem, který je podílem jejich výhřevnosti a výhřevnosti měrného paliva. Energie paliva se na měrné palivo přepočte tak, že se skutečná hmotnost reálného paliva vynásobí tímto koeficientem.

## Příklad
Hnědé uhlí má výhřevnost přibližně 11 MJ/kg. Koeficient přepočtu na měrné palivo je tedy přibližně 0,3. 10 tun hnědého uhlí proto odpovídá přibližně 3 t měrného paliva. (výpočet je přibližný – skutečná výhřevnost uhlí závisí na nalezišti)